# 산가젤
산가젤(Gazella gazella)은 소과에 속하는 가젤의 일종이다. 이스라엘과 골란고원, 터키 그리고 아라비아 반도에 불균등하게 분포한다. 서식지는 산악 지대와 산기슭, 해안가 평야 등이다. 서식 지역이 아카시아나무 분포 지역과 일치한다. 먹이는 주로 풀이지만 먹이 가용성에 따라 아주 다양하다. 홀로세 후기 기후 온난화 시기 동안에 대부분의 분포 지역에서 산가젤을 대체한 것으로 보이는 도르카스가젤보다 뜨겁고 건조한 기후에 적응이 덜 된 종이다. 15,000마리 이하의 개체수가 분포 지역 전역에 서식하며, 대부분(10,000마리 이상)은 아라비아 반도의 산가젤 아종 코라(G. g. cora)이고 팔레스타인산가젤(G. g. gazella)은 3,000마리 이하, 파라산섬가젤(G. g. farasani)은 1,000마리 이하, 무스카트가젤(G. g. muscatensis)은 250마리 이하, 아라바가젤(G. g. acaciae)은 19마리 뿐이다.

## 특징
산가젤은 몸길이가 101~115cm이고 몸무게는 17~29.5kg이다. 가젤속에 속하는 모든 종 중에서 가장 가냘픈 몸을 가진 종으로 목과 다리가 비교적 길다. 털은 황갈색부터 등과 목, 머리의 짙은 갈색까지 다양하지만 배와 엉덩이는 선명한 흰색을 띤다. 옆구리 쪽은 이 두 가지 뚜렷한 색이 얇고 짙은 줄무늬로 구분된다. 여름철에는 털이 짧고 부드러우며 햇빛을 많이 받기 때문에 윤이 난다. 대신 겨울철에는 털이 굵고 길어져서 방수가 되기 때문에 이스라엘 북부 지역의 집중적인 겨울 강수량(800~1000 mm)을 견딜 수 있다. 그러나 사막에 서식하는 아종은 계절성 털 변화가 덜 분명하다. 얼굴에는 눈부터 콧구멍까지 이어지는 두렷이 보이는 두 개의 흰 줄무늬가 있고, 아래에 짙은 갈색 또는 검은색 가장자리로 경계를 이룬다. 코 바로 위 주둥이에 검은 반점이 있다. 수컷의 뿔은 꽤 길고(22~29.5cm) 수직으로 곧으며 밑 부분이 더 굵고 약간 말쑥한 모습을 띠고 두드러진 고리를 갖고 있다. 반면에 암컷 뿔은 보통 짧고(5.8~11.5cm) 부드러우며 불규칙인 모습을 보이며 구부러지거나 휘고 부러지곤 한다. 북부 지역 아종의 수컷은 남부 지역 아종보다 더 긴 뿔을 갖고 있으며, 더 짧고 좀더 바깥 족으로 향하는 뿔은 페르시아만 지역 표본에서 발견된다. 팔레스타인 북부 지역 아종(G. g. gazella)은 보통 산악 지역 아종보다 큰 반면에 남부 사막 지역 아종은 더 작고(몸무게가 12~16kg에 불과하다) 더 긴 다리와 몸, 귀를 갖고 있다.

## 생태
낮에 주로 활동하는 주행성 동물이지만 특히 사람들의 활동때문에 정상적인 습성을 바뀐 지역에서는 보름달이 뜬 밤에 풀을 뜯기도 한다. 보통 새벽과 해질녘에 풀을 뜯고 뜨거운 낮 시간 동안에는 휴식을 취하지만 예멘 마리브 근처 고지대에서 서식하는 가젤은 낮 시간에만 발견되고 호데이다 근처 평야에 서식하는 종들은 일몰이나 밤에만 관찰된다. 팔레스타인산가젤(G. g. gazella)을 제외한 모든 아종이 먹이로 풀을 뜯는다. 먹이는 서식지에 자생하는 풀과 식물, 관목을 포함하고 있지만 일부 식물은 거의 버리지 않고 먹는다. 아라비아반도와 이스라엘 서식 지역은 아카시아나무 분포 지역과 밀접한 관련이 있고, 아카시아 잎과 새싹은 먹이의 없어서는 안될 부분이다. 일반적으로 뒷다리로 똑바로 서서 앞다리로 나무 줄기를 지탱하고 아카시아 가지에 도달한다. 물이 부족한 곳에서는 수액이 많은 식물 알뿌리와 알줄기, 나머지 땅 속 부분을 파내어 수분 평형을 증가시킨다.
산가젤은 3~8마리씩 또는 그 이상 작은 무리를 지어 생활한다. 사회 구조는 자신의 영역에서 일년 내내 지내면서 주로 땅 위에서 독거 생활을 하는 수컷과 한 마리 또는 그 이상의 암컷 그리고 그들의 새끼, 아직 가족을 이루지 못한 총각 무리로 이루어진 일시적이거나 상당히 영구적인 무리로 구성되어 있다. 수컷들은 영역을 통제하기 위해 서로 경쟁하지만 두 이웃 사이의 경계 갈등은 폭력보다는 좀더 의례적으로 경쟁자들이 30cm 거리에 있을 때 정면으로 돌진하고 멈추는 일련의 모의 싸움으로 이루어져 있다. 그러나 영역을 소유한 가젤과 장소를 빼앗으려는 젊은 상대 사이의 전투에서는 다리를 부러뜨리고 심각한 부상을 입힐 수 있다..
수컷들은 자신들의 영역과 그들 무리 안에서 풀을 뜯는 암컷들 뒤를 따른다. 이스라엘 사막에서 서식하는 아카시아가젤(G. g. Acaciae)은 연중 언제든 짝짓기를 할 수 있지만 새끼가 태어나는 시기는 봄(3월부터 5월)과 가을(10월) 두 번의 정점을 가진다. 그러나 가을에 태어나는 새끼는 거의 모두 태어난 직후 빨리 죽는다. 그러나 뜨거운 여름과 추운 겨울 동안에는 암컷이 새끼를 거의 낳지 않는다. 오만에서 산가젤은 심지어 일년에 두 번 번식을 한다. 반면에 팔레스타인산가젤(G. g. Gazella)의 북부 개체군은 사막 개체군 보다 새끼를 늦게(4월부터 6월) 낳고 일년에 거의 항상 한 번만 새끼를 낳는다. 암컷은 출산 며칠 전에 무리를 떠나 다음 두 달 동안 혼자(새끼들과 함께) 지낸다. 약 180일 동안의 임신 기간이 지나면 항상 한 마리의 새끼가 태어나고 태어나자마자 바로 걸을 수 있다. 처음 몇 주 동안 새끼는 하루 대부분의 시간을 눈을 뜨지 않은 채로 은신처에서 가만히 누워 지낸다. 어미는 근처에서 풀을 뜯으며 새끼를 보호하고 작은 포식자(여우)를 공격하거나 더 큰 포식자(자칼과 다른 곳에서는 늑대)를 유인하려고 한다. 생후 3~6주가 되면 새끼는 어미와 함께 천천히 걷고 단단한 먹이를 먹기 시작한다. 모유 수유 기간은 3~4개월 동안 지속되거나 드물지만 더 오래 지속되기도 한다. 암컷 새끼는 평생 어미와 함께 지낼 수 있지만 수컷 새끼는 생후 6개월 정도가 지나면 모계 무리에서 떠나 젊은 총각 무리에 합류한다. 암컷은 한 살 또는 더 일반적으로 두 살이 되면 처음 출산을 할 수 있고 수컷은 생후 15~20개월이면 성적으로 성숙해지며, 실제로 대략 3살 정도 나이가 되면 자신의 영역을 차지하고 짝짓기를 한다. 기대 수명은 포획 상태에서 13년이지만 야생에서는 8년을 넘지 않는다.

## 분포 및 서식지

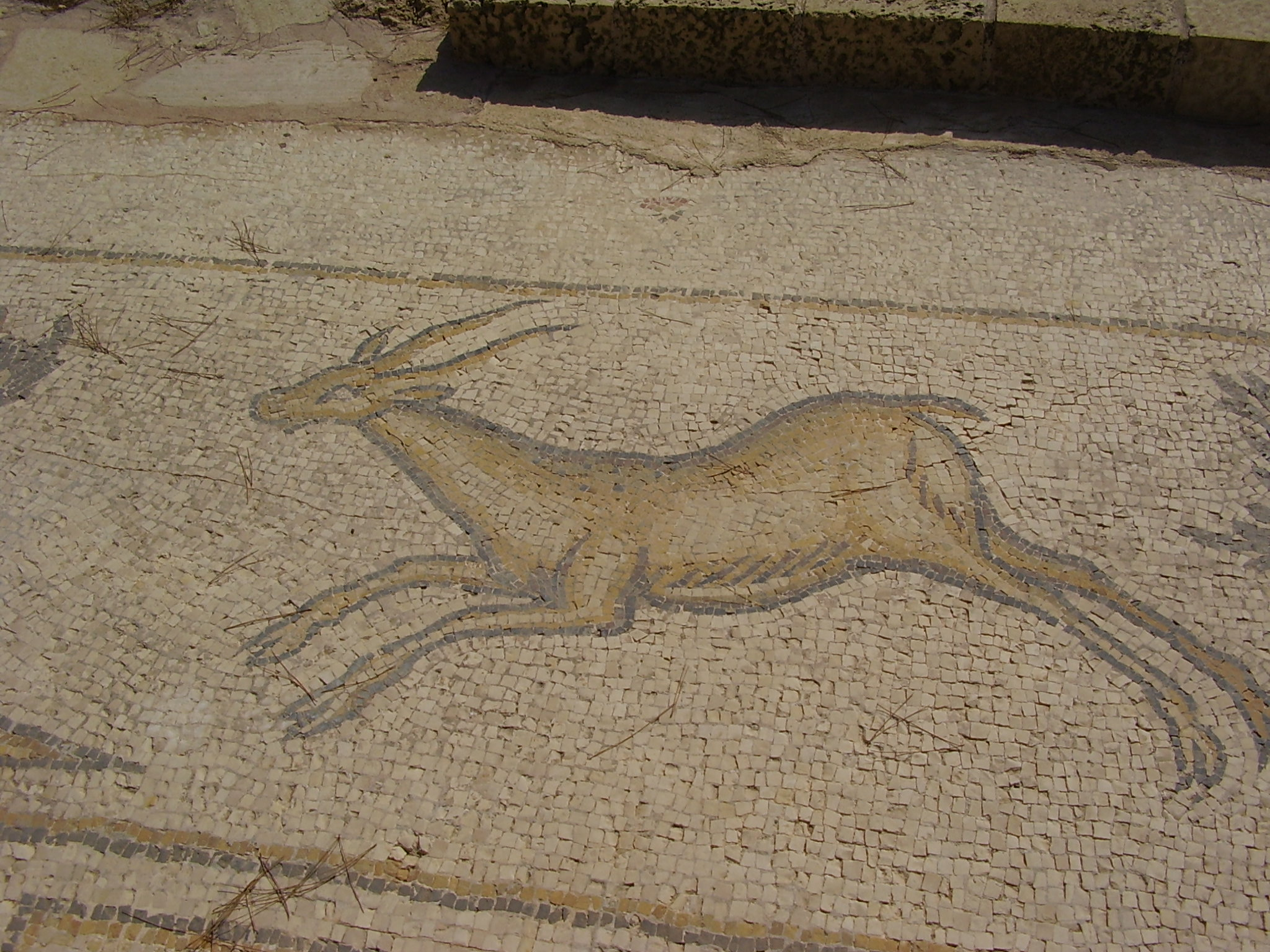
비잔티움 제국 시대 산가젤을 묘사한 모자이크. 이스라엘의 카이사레아에서 촬영.

산가젤은 한때 아라비아반도 전역 뿐만 아니라 이집트와 요르단, 레바논, 시리아까지 널리 분포했지만 오늘날은 수많은 지역에서 완전히 사라졌다. 현재 홍해 해안가와 사우디 아라비아 아시르 산악 지역, 사우디 아라비아 남서부 해안 근처 홍해에 위치하고 있는 파라산제도, 예멘과 오만, 아랍에미리트 해안과 산악 지대에 아직 서식하고 있다. 분명히 페르시아만의 이란 파루르섬에 살고 있는 가젤도 산가젤에 속한다. 이스라엘에는 2종의 다른 아종이 분포한다. 팔레스타인산가젤(G. g. gazella)은 팔레스타인 북부 구릉 지대와 산악 지역에 서식하고 아라바가젤(G. g. acaciae)은 아라바계곡(네거브) 사막 지대에 아주 일부가 남아 있다.
산가젤은 낮은 산악 지대에 서식하고 때로는 특히 접근하기 어려운 지형에서 살지만 바위가 많은 토양은 피한다. 평원과 구릉 지대, 산 사이의 계곡 또는 삼림 지역을 좋아하지만 진짜 사막과 모래 언덕 사이에서 발견되기도 한다. 아라비아 반도에서는 보통 험준한 산악과 구릉 지대가 많은 지역에서 서식한다. 산가젤은 극한의 기후 조건을 견딜 수 있다. 정오 기온이 45 ° C에 달하는 타는 듯 건조한 요르단 계곡과 네거브 사막, 네푸드 사막, 도파르 사막에서도 발견된다.

## 아종
7종의 아종이 알려져 있다.
- 팔레스타인산가젤 (G. g. gazella) Pallas, 1766 - 이스라엘 북부
- 아라바가젤 또는 아카시아가젤 (G. g. acaciae) Mendelssohn, Groves & Shalmon, 1997 - 이스라엘 남부
- 아라비아산가젤 (G. g. cora) C. H. Smith, 1827 - 아라비아반도
- 파루르가젤 (G. g. darehshourii) Karami & Groves, 1993 - 이란 파루르섬
- 노이만가젤 (G. g. erlangeri) Neumann, 1906 - 예멘, 별도의 종으로 분류하기도 함
- 파라산섬가젤 (G. g. farasani) Thoulless and Al Basari, 1991 -  파라산제도
- 무스카트가젤 (G. g. muscatensis) Brooke, 1874 -  오만